# Блок, Абрахам ван ден

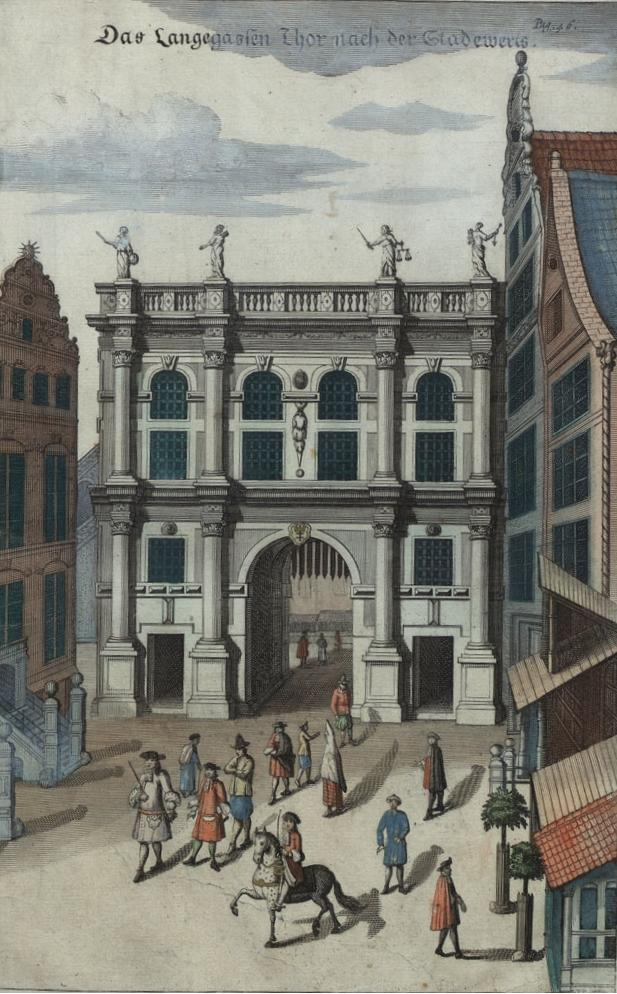
Золотые ворота (Гданьск) 1687

Абрахам ван ден Блок (нем. Abraham van den Blocke; 1572, Кёнигсберг — 31 января 1628, Данциг) — архитектор и скульптор эпохи ренессанса города Данцига.

## Биография
Родился в семье скульптора и архитектора фламандского происхождения Виллема ван ден Блока, поселившегося в Данциге. Первые уроки получил в мастерской отца. В 1597 году Абрахам ван ден Блок стал мастером и членом гильдии художников.

## Творческие работы
Его первыми важными работами стали выполненные в 1598—1611 годах главный алтарь костела св. Яна и декорации фасада Большого арсенала в Данциге. Стиль работ мастера постепенно менялся от полихромных, декоративных форм позднего голландского маньеризма к раннему барокко.
В 1612—1614 годах им был разработан проект и осуществлены работы по сооружению Золотых ворот вольного города Данцига. Кроме того, архитектор Абрахам ван ден Блок — автор фонтана Нептуна и Золотой каменицы (дома) , а также в 1616—1617 г. — фасада Двора Артуса (нем. Artushof, места деловых встреч купцов Данцига) в центре Гданьска.
Абрахамом ван ден Блоком выполнен ряд надгробий и эпитафий в церкви Девы Марии в Гданьске, надгробие в виде коленопреклоненной фигуры кардинала Анджея Батория, брата короля Стефана Батория (1598) в Барчево, скульптуры Юстина и Шимона Баров (1614—1620) (Гданьск), Хенрика Фирлея, архиепископа Польши (1627—1628) (Монастырская церковь в Ловиче), Миколая Дзялинского, воеводы Хелмно (после 1604) в Нове-Място-Любавске и др.
Брат — Исаака ван ден Блока, художника вольного города Данцига, одного из создателей золотого века гданьского искусства.

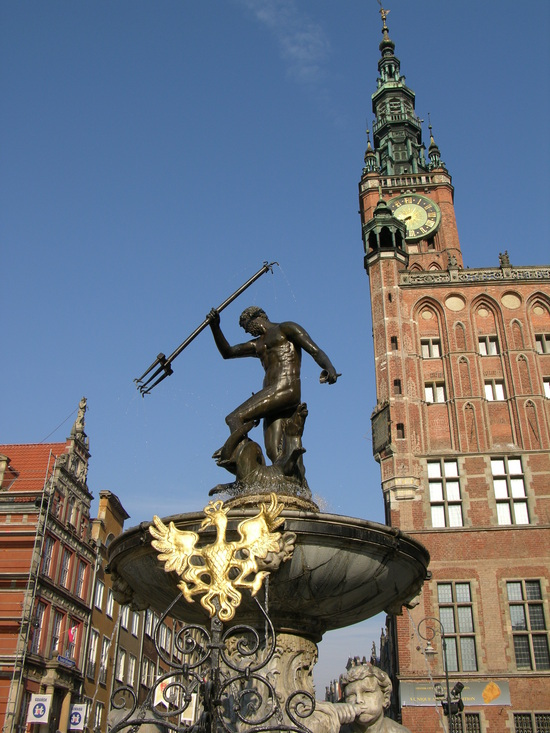
Фонтан Нептуна (Гданьск)
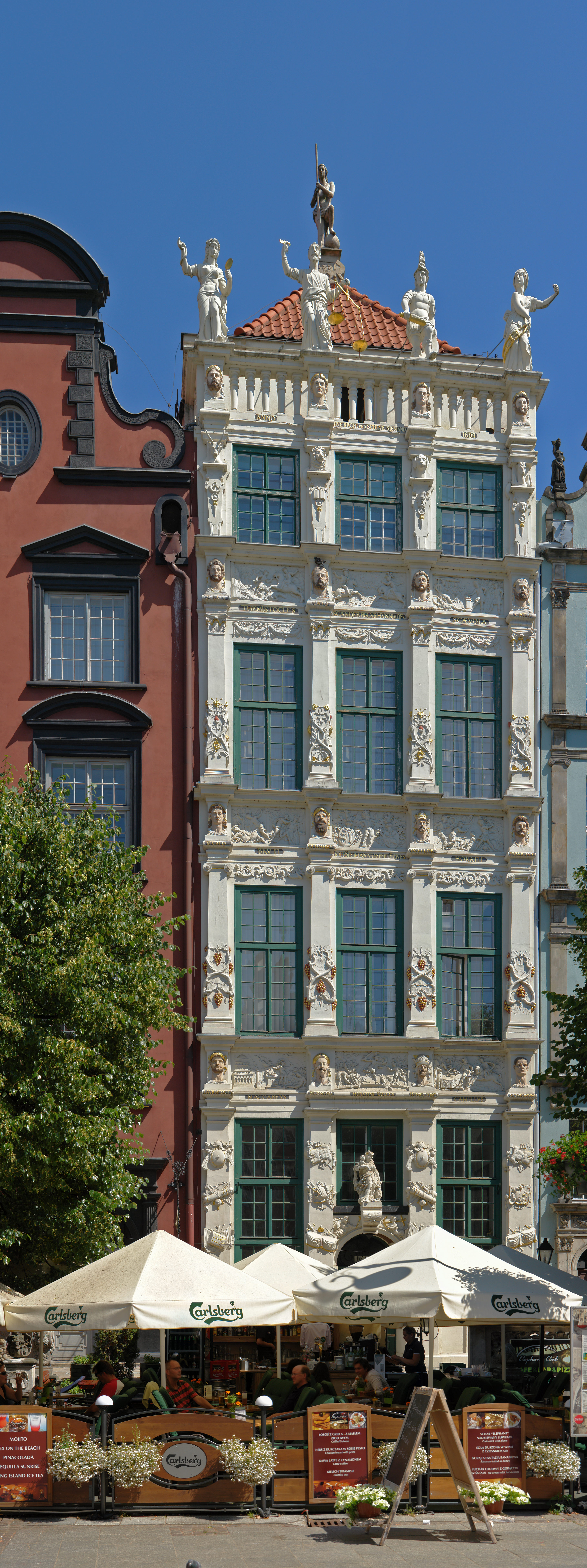
Золотая каменица (Гданьск)
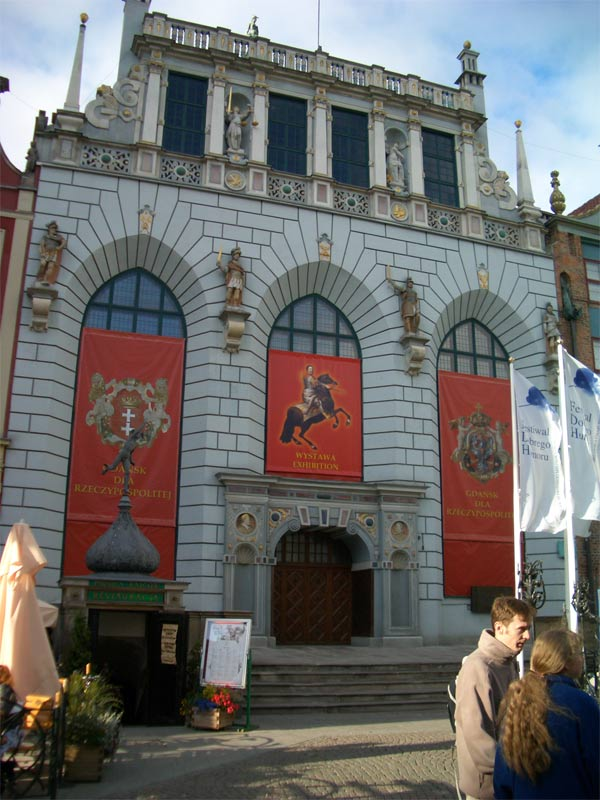
Фасад Двора Артуса (Гданьск)